# Pérols
Pérols é uma comuna francesa na região administrativa de Occitânia, no departamento de Hérault. Estende-se por uma área de 6,01 km². Em 2010 a comuna tinha 9 122 habitantes (densidade: 1 517,8 hab./km²).